# Jerzy Gajek
Jerzy Gajek (* 3. Oktober 1936 in Lemberg; † 11. April 2017 in Riverhead) war ein polnischer Pianist und Musikpädagoge.
Gajek war Schüler von Maria Wiłkomirska. Er war Konzertpianist und unterrichtete als Professor an der University of Missouri–Kansas City. Er war mit der Pianistin Joanna Gajek verheiratet. Mit ihr spielte er 1964 in Paris die Uraufführung von Roman Palesters Varianti für zwei Klaviere. Im Jahr 1960 gewann Gajek den 3. Preis der Viotti International Music Competition.